# یواس‌اس بروک (اف‌اف‌جی-۱)
یواس‌اس بروک (اف‌اف‌جی-۱) (به انگلیسی: USS Brooke (FFG-1)) نخستین کشتی از ناوچه‌های کلاس بروک بود یک کشتی بود که از سال ۱۹۶۶ تا ۱۹۸۸ در نیروی دریایی آمریکا فعال بود. این کشتی جنگی در ۱۹ دسامبر ۱۹۶۲ در کارخانه کشتی‌سازی لاکهید به آب انداخته شد. این کشتی ۵۴۰۰ تنی بین سال‌های ۱۹۸۹ تا ۱۹۹۴ در اجاره نیروی دریایی پاکستان بود و در این سال برای اوراق شدن به پاکستان برگشت.